# Ponte di Müngsten
Il ponte di Müngsten (in tedesco Müngstener Brücke; già Kaiser-Wilhelm-Brücke, letteralmente "ponte imperatore Guglielmo") è un ponte ferroviario della Germania, nello stato della Renania Settentrionale-Vestfalia. Si tratta del più alto ponte della Germania.

## Storia
Il ponte venne costruito dal 1894 al 1897 come parte della ferrovia da Wuppertal a Solingen, fortemente voluta dalle città di Remscheid e Solingen, che si trovavano così ben collegate con il resto della nazione. Esso attraversa la vallata percorsa dal fiume Wupper, in un'area collinare.
L'imponente opera venne conclusa con una festosa cerimonia il 22 marzo 1897, nel 100º anniversario della nascita dell'imperatore Guglielmo I, a cui il nuovo ponte venne dedicato. L'inaugurazione ufficiale, con apertura al traffico regolare, seguì il successivo 15 luglio alla presenza del principe Federico Leopoldo.
Dopo la caduta della monarchia nel 1918, il manufatto prese il nome attuale.